# Segunda División de México 2012-13
La Temporada 2012-13 de la Segunda División fue la LXIII temporada de torneos de la Segunda División de México. Se dividió en dos torneos cortos, el torneo Apertura 2012 y el torneo Clausura 2013.
La Segunda División se divide en dos ligas, la Liga Premier de Ascenso y la Liga de Nuevos Talentos. Cada liga jugó los torneos Apertura 2012 y Clausura 2013 por separado.

## Temporada 2012-13 Liga Premier de Ascenso
La Temporada 2012-13 de la Liga Premier de Ascenso se dividió en dos torneos cortos, el torneo Apertura 2012 y el torneo Clausura 2013. El campeón del torneo Apertura 2012, Murciélagos FC, jugó contra el campeón del torneo Clausura 2013, Ballenas Galeana, para así poder determinar quien ascendería a la Liga de Ascenso.
El campeón de ascenso fue Ballenas Galeana, con el apoyo del Gobierno del Estado de Morelos, pudo reunir los requerimientos para jugar en el Ascenso MX para el Apertura 2013.

### Equipos participantes

#### Grupo 1
| Equipo                                | Ciudad                       |
| ------------------------------------- | ---------------------------- |
| Águilas Reales de Zacatecas           | Zacatecas, Zacatecas         |
| Bravos de Nuevo Laredo                | Nuevo Laredo, Tamaulipas     |
| Cachorros U. de G.                    | Guadalajara, Jalisco         |
| Club Deportivo De Los Altos           | Yahualica, Jalisco           |
| Chivas Rayadas                        | Zapopan, Jalisco             |
| Deportivo Tepic FC                    | Tepic, Nayarit               |
| Estudiantes Tecos                     | Zapopan, Jalisco             |
| FC Excélsior                          | Salinas Victoria, Nuevo León |
| Loros de la Universidad de Colima     | Colima, Colima               |
| Murciélagos FC                        | Guamúchil, Sinaloa           |
| Real Saltillo Soccer                  | Saltillo, Coahuila           |
| Reynosa FC                            | Reynosa, Tamaulipas          |
| Universidad Autónoma de Chihuahua     | Chihuahua, Chihuahua         |
| Universidad Autónoma de Ciudad Juárez | Ciudad Juárez, Chihuahua     |
| Universidad Autónoma de Tamaulipas    | Ciudad Victoria, Tamaulipas  |
| Vaqueros Ameca                        | Guadalajara, Jalisco         |

#### Grupo 2
| Equipo                                    | Ciudad                            |
| ----------------------------------------- | --------------------------------- |
| Atlas                                     | Zapopan, Jalisco                  |
| Club de Fútbol Ballenas Galeana Morelos   | Xochitepec, Morelos               |
| Cruz Azul Jasso                           | Ciudad Cooperativa Jasso, Hidalgo |
| Cuautitlán                                | Cuautitlán, Estado de México      |
| Delfines del Carmen                       | Ciudad del Carmen, Campeche       |
| Inter Playa del Carmen                    | Playa del Carmen, Quintana Roo    |
| Ocelotes de la UNACH                      | Tapachula, Chiapas                |
| Orizaba                                   | Orizaba, Veracruz                 |
| Patriotas de Córdoba                      | Córdoba, Veracruz                 |
| Promesas de Altamira                      | Altamira, Tamaulipas              |
| Querétaro FC                              | Querétaro, Querétaro              |
| Real Cuautitlán                           | Cuautitlán, Estado de México      |
| Tampico Madero                            | Tampico Madero, Tamaulipas        |
| Tiburones Rojos de Veracruz               | Veracruz, Veracruz                |
| Universidad Autónoma del Estado de México | Toluca, México                    |
| Unión de Curtidores                       | León, Guanajuato                  |

### Torneo Apertura 2012 Liga Premier de Ascenso
El Torneo Apertura 2012 de la Liga Premier de Ascenso fue el 31.er torneo corto que abrió la temporada LXIII de la Segunda División.
El Deportivo Tepic FC y los Murciélagos FC jugaron la final del Torneo Apertura 2012 de la Liga Premier de Ascenso.
La final se llevó a cabo en dos encuentros, un partido de ida el 19 de diciembre en la cueva de los Murciélagos denominada Coloso del Dique, en Guamúchil, Sinaloa; con el marcador de 1-1, y el partido de vuelta el 22 de diciembre en Tepic, Nayarit; teniendo como sede el Estadio Arena Cora, con el marcador de 1-2.
El equipo campeón fueron los Murciélagos FC al ganar 2-3 en el marcador global.

### Torneo Clausura 2013 Liga Premier de Ascenso
El Torneo Clausura 2013 de la Liga Premier de Ascenso fue el 32.º torneo corto que cerró la temporada LXIII de la Segunda División.
El campeón de este torneo fue Ballenas Galeana al vencer en la final a Unión de Curtidores, y jugó contra Murciélagos FC para así poder determinar quien ascendería a la Liga de Ascenso.

## Temporada 2012-13 Liga de Nuevos Talentos
La Temporada 2012-13 de la Liga de Nuevos Talentos se divide en dos torneos cortos, el torneo Apertura 2012 y el torneo Clausura 2013. El campeón del torneo Apertura 2012, Académicos de Atlas, jugó contra el campeón del torneo Clausura 2013, Alacranes de Durango, para así poder determinar quien ascendería a la Liga Premier de Ascenso. 
Aunque Académicos de Atlas ganó la final de ascenso, Alacranes de Durango fue el equipo que ascendió a la Liga Premier de Ascenso, ya que Académicos de Atlas no tiene derecho a ascender por ser filial del Atlas.

### Equipos participantes

#### Zona 1
| Equipo                                     | Ciudad                        |
| ------------------------------------------ | ----------------------------- |
| América Coapa                              | México, D. F.                 |
| Atlante Tabasco                            | Villahermosa, Tabasco         |
| Atlético Chiapas                           | Tuxtla Gutiérrez, Chiapas     |
| Cañoneros de Campeche                      | Campeche, Campeche            |
| Centro Universitario del Fútbol            | San Agustín Tlaxiaca, Hidalgo |
| Cuautla                                    | Cuautla, Morelos              |
| Deportivo Nuevo Chimalhuacán               | Chimalhuacán, México          |
| FC Bavaria Tultitlán                       | Tultitlán, México             |
| Lobos Prepa                                | Puebla, Puebla                |
| Pioneros de Cancún                         | Cancún, Quintana Roo          |
| Pumas Naucalpan                            | México, D. F.                 |
| Titanes                                    | Tulancingo, Hidalgo           |
| Universidad Autónoma del Estado de Hidalgo | Pachuca, Hidalgo              |
| Zacatepec                                  | Zacatepec, Morelos            |

#### Zona 2
| Equipo                            | Ciudad                              |
| --------------------------------- | ----------------------------------- |
| Académicos de Atlas               | Zapopan, Jalisco                    |
| Cachorros UANL                    | Zuazua, Nuevo León                  |
| Calor de San Pedro                | San Pedro de las Colonias, Coahuila |
| Club Deportivo Oro                | Guadalajara, Jalisco                |
| Colegio Once México               | Zapopan, Jalisco                    |
| Durango                           | Durango, Durango                    |
| Irapuato                          | Irapuato, Guanajuato                |
| Necaxa                            | Aguascalientes, Aguascalientes      |
| Reboceros de La Piedad            | Guanajuato, Guanajuato              |
| Santos Los Mochis                 | Los Mochis, Sinaloa                 |
| Topos de Reynosa                  | Reynosa, Tamaulipas                 |
| Universidad Autónoma de Zacatecas | Zacatecas, Zacatecas                |

### Torneo Apertura 2012 Liga de Nuevos Talentos
El Torneo Apertura 2012 de la Liga de Nuevos Talentos fue el 31.er torneo corto que abrió la temporada LXIII de la Segunda División.
Las Garzas de la UAEH y los Académicos de Atlas jugaron la final del Torneo Apertura 2012 de la Liga de Nuevos Talentos. La final se llevó a cabo en dos encuentros, un partido de ida en Zapopan, Jalisco; con el marcador de 1-0, y el partido de vuelta el 8 de diciembre en Pachuca, Hidalgo; teniendo como sede el Estadio Revolución Mexicana, con el marcador de 1-2.
El equipo campeón fueron los Académicos de Atlas al ganar 1-3 en el marcador global.

### Torneo Clausura 2013 Liga de Nuevos Talentos
El Torneo Clausura 2013 de la Liga de Nuevos Talentos fue el 32.º torneo corto que cerró la temporada LXIII de la Segunda División.
El campeón de este torneo fue Alacranes de Durango al vencer en la final a Pioneros de Cancún, y jugó contra Académicos de Atlas para así poder determinar quien ascendería a la Liga Premier de Ascenso.

## Final por el ascenso a la Liga Premier de Ascenso
La Final de Ascenso se llevó a cabo en dos encuentros, un partido de ida y un partido de vuelta. 
Aunque Académicos de Atlas ganó la final de ascenso, Alacranes de Durango fue el equipo que ascendió a la Liga Premier de Ascenso, ya que Académicos de Atlas no tiene derecho a ascender por ser filial del Atlas de Primera División.

### Alacranes de Durango-Académicos de Atlas
|  | Académicos de Atlas | 4:2 | Alacranes de Durango |  |  |
|  | Castellanos Daniel Osvaldo (40') Castellanos Daniel Osvaldo (40') Negrete Martín (59') Luis Ricardo (71') golesvisita = Martínez Oscar (10') Martínez Oscar (88') |     |                      |  |  |

|                                                                             | Alacranes de Durango | 0:0 | Académicos de Atlas |  |  |
| Académicos de Atlas campeón de la Temporada 2012-13 Liga de Nuevos Talentos |                      |     |                     |  |  |

## Final por el ascenso a la Liga de Ascenso
La Final de Ascenso se llevó a cabo en dos encuentros, un partido de ida y un partido de vuelta.
El campeón del torneo Apertura 2012, Murciélagos FC, jugó contra el campeón del torneo Clausura 2013, Ballenas Galeana, para así poder determinar quien ascenderá a la Liga de Ascenso.
El campeón de ascenso fue Ballenas Galeana, con el apoyo del Gobierno del Estado de Morelos, pudo reunir los requerimientos para jugar en el Ascenso MX para el Apertura 2013.

### Final - Ida
| 1     | POR   | ? |  |
| 2     | DEF   | ? |  |
| 3     | DEF   | ? |  |
| 4     | DEF   | ? |  |
| 5     | DEF   | ? |  |
| 6     | MED   | ? |  |
| 7     | MED   | ? |  |
| 8     | MED   | ? |  |
| 9     | MED   | ? |  |
| 10    | DEL   | ? |  |
| 11    | DEL   | ? |  |
| D. T. | D. T. | ? |  |

| 1     | POR   | ? |  |
| 2     | DEF   | ? |  |
| 3     | DEF   | ? |  |
| 4     | DEF   | ? |  |
| 5     | DEF   | ? |  |
| 6     | MED   | ? |  |
| 7     | MED   | ? |  |
| 8     | MED   | ? |  |
| 9     | MED   | ? |  |
| 10    | DEL   | ? |  |
| 11    | DEL   | ? |  |
| D. T. | D. T. | ? |  |

| 12 | Defensa        | ? | Entró |
| 13 | Centrocampista | ? | Entró |
| 14 | Delantero      | ? | Entró |

| 12 | Defensa        | ? | Entró |
| 13 | Centrocampista | ? | Entró |
| 14 | Delantero      | ? | Entró |

| Anotado · Anotado | ? | : |

| Anotado · Anotado | ? | : |

| Sí · Sí · Sí · Sí · Sí | ? | : |

| Sí · Sí · Sí · Sí · Sí | ? | : |

| Amonestado · Amonestado | ? |

| Amonestado · Amonestado | ? |

| Expulsado · Otorgado · Expulsado | ? |

| Expulsado · Otorgado · Expulsado | ? |

| Principal  | ? |
| Asistentes | ? |
|            | ? |
| Cuarto     | ? |

|                    |   |   |
| Tiros              | - | - |
| Tiros a puerta     | - | - |
| Faltas             | - | - |
| Saques de esquina  | - | - |
| Penaltis           | - | - |
| Fueras de juego    | - | - |
| Posesión del balón | % | % |

| Alineación inicial |

| 1     | POR   | ? |  |
| 2     | DEF   | ? |  |
| 3     | DEF   | ? |  |
| 4     | DEF   | ? |  |
| 5     | DEF   | ? |  |
| 6     | MED   | ? |  |
| 7     | MED   | ? |  |
| 8     | MED   | ? |  |
| 9     | MED   | ? |  |
| 10    | DEL   | ? |  |
| 11    | DEL   | ? |  |
| D. T. | D. T. | ? |  |

| 1     | POR   | ? |  |
| 2     | DEF   | ? |  |
| 3     | DEF   | ? |  |
| 4     | DEF   | ? |  |
| 5     | DEF   | ? |  |
| 6     | MED   | ? |  |
| 7     | MED   | ? |  |
| 8     | MED   | ? |  |
| 9     | MED   | ? |  |
| 10    | DEL   | ? |  |
| 11    | DEL   | ? |  |
| D. T. | D. T. | ? |  |

| 12 | Defensa        | ? | Entró |
| 13 | Centrocampista | ? | Entró |
| 14 | Delantero      | ? | Entró |

| 12 | Defensa        | ? | Entró |
| 13 | Centrocampista | ? | Entró |
| 14 | Delantero      | ? | Entró |

| Anotado · Anotado | ? | : |

| Anotado · Anotado | ? | : |

| Sí · Sí · Sí · Sí · Sí | ? | : |

| Sí · Sí · Sí · Sí · Sí | ? | : |

| Amonestado · Amonestado | ? |

| Amonestado · Amonestado | ? |

| Expulsado · Otorgado · Expulsado | ? |

| Expulsado · Otorgado · Expulsado | ? |

| Principal  | ? |
| Asistentes | ? |
|            | ? |
| Cuarto     | ? |

|                    |   |   |
| Tiros              | - | - |
| Tiros a puerta     | - | - |
| Faltas             | - | - |
| Saques de esquina  | - | - |
| Penaltis           | - | - |
| Fueras de juego    | - | - |
| Posesión del balón | % | % |

| Alineación inicial |

| 1     | POR   | ? |  |
| 2     | DEF   | ? |  |
| 3     | DEF   | ? |  |
| 4     | DEF   | ? |  |
| 5     | DEF   | ? |  |
| 6     | MED   | ? |  |
| 7     | MED   | ? |  |
| 8     | MED   | ? |  |
| 9     | MED   | ? |  |
| 10    | DEL   | ? |  |
| 11    | DEL   | ? |  |
| D. T. | D. T. | ? |  |

| 1     | POR   | ? |  |
| 2     | DEF   | ? |  |
| 3     | DEF   | ? |  |
| 4     | DEF   | ? |  |
| 5     | DEF   | ? |  |
| 6     | MED   | ? |  |
| 7     | MED   | ? |  |
| 8     | MED   | ? |  |
| 9     | MED   | ? |  |
| 10    | DEL   | ? |  |
| 11    | DEL   | ? |  |
| D. T. | D. T. | ? |  |

| 12 | Defensa        | ? | Entró |
| 13 | Centrocampista | ? | Entró |
| 14 | Delantero      | ? | Entró |

| 12 | Defensa        | ? | Entró |
| 13 | Centrocampista | ? | Entró |
| 14 | Delantero      | ? | Entró |

| Anotado · Anotado | ? | : |

| Anotado · Anotado | ? | : |

| Sí · Sí · Sí · Sí · Sí | ? | : |

| Sí · Sí · Sí · Sí · Sí | ? | : |

| Amonestado · Amonestado | ? |

| Amonestado · Amonestado | ? |

| Expulsado · Otorgado · Expulsado | ? |

| Expulsado · Otorgado · Expulsado | ? |

| Principal  | ? |
| Asistentes | ? |
|            | ? |
| Cuarto     | ? |

|                    |   |   |
| Tiros              | - | - |
| Tiros a puerta     | - | - |
| Faltas             | - | - |
| Saques de esquina  | - | - |
| Penaltis           | - | - |
| Fueras de juego    | - | - |
| Posesión del balón | % | % |

| Alineación inicial |

| 1     | POR   | ? |  |
| 2     | DEF   | ? |  |
| 3     | DEF   | ? |  |
| 4     | DEF   | ? |  |
| 5     | DEF   | ? |  |
| 6     | MED   | ? |  |
| 7     | MED   | ? |  |
| 8     | MED   | ? |  |
| 9     | MED   | ? |  |
| 10    | DEL   | ? |  |
| 11    | DEL   | ? |  |
| D. T. | D. T. | ? |  |

| 1     | POR   | ? |  |
| 2     | DEF   | ? |  |
| 3     | DEF   | ? |  |
| 4     | DEF   | ? |  |
| 5     | DEF   | ? |  |
| 6     | MED   | ? |  |
| 7     | MED   | ? |  |
| 8     | MED   | ? |  |
| 9     | MED   | ? |  |
| 10    | DEL   | ? |  |
| 11    | DEL   | ? |  |
| D. T. | D. T. | ? |  |

| 12 | Defensa        | ? | Entró |
| 13 | Centrocampista | ? | Entró |
| 14 | Delantero      | ? | Entró |

| 12 | Defensa        | ? | Entró |
| 13 | Centrocampista | ? | Entró |
| 14 | Delantero      | ? | Entró |

| Anotado · Anotado | ? | : |

| Anotado · Anotado | ? | : |

| Sí · Sí · Sí · Sí · Sí | ? | : |

| Sí · Sí · Sí · Sí · Sí | ? | : |

| Amonestado · Amonestado | ? |

| Amonestado · Amonestado | ? |

| Expulsado · Otorgado · Expulsado | ? |

| Expulsado · Otorgado · Expulsado | ? |

| Principal  | ? |
| Asistentes | ? |
|            | ? |
| Cuarto     | ? |

|                    |   |   |
| Tiros              | - | - |
| Tiros a puerta     | - | - |
| Faltas             | - | - |
| Saques de esquina  | - | - |
| Penaltis           | - | - |
| Fueras de juego    | - | - |
| Posesión del balón | % | % |

| Alineación inicial |

### Final - Vuelta
| 25    | POR   | Jafat Camou                |     |
| 5     | DEF   | Gerardo Bernal Bahena      |     |
| 7     | DEF   | Manuel García              |     |
| 14    | DEF   | Fernando Martínez Avendaño |     |
| 23    | DEF   | Ernesto Burgoa             |     |
| 3     | MED   | Julio César Robledo        |     |
| 10    | MED   | Geovanni Catalán           | 51' |
| 15    | MED   | Dante Gómez                | 82' |
| 29    | MED   | Omar López                 |     |
| 14    | DEL   | Oscar Sánchez              | 72' |
| 18    | DEL   | Raúl Estrada               |     |
| D. T. | D. T. | Enrique López Zarza        |     |

| 24    | POR   | Alain Estrada           |     |
| 3     | DEF   | Francisco Santillán     |     |
| 4     | DEF   | Valentín Arredondo      |     |
| 5     | DEF   | Heriberto Olvera        |     |
| 26    | DEF   | Marco Tovar             |     |
| 104   | DEF   | Edwin Rojas             | 72' |
| 8     | MED   | Eduardo Fernández       |     |
| 19    | MED   | Heriberto Beltran       |     |
| 10    | DEL   | Dieter Villalpando      | 45' |
| 39    | DEL   | Arnold Rivas            | 62' |
| 58    | DEL   | Carlo Stefano Rodríguez |     |
| D. T. | D. T. | Sergio Violante         |     |

| 6  | Centrocampista | Aldo Monzonis | 51' |
| 17 | Delantero      | Yael Pineda   | 72' |
| 18 | Delantero      | Ramiro Arciga | 82' |

| 100 | Centrocampista | Bernando López     | 45' |
| 13  | Centrocampista | Eder Cruz          | 62' |
| 46  | Centrocampista | ? Carlos Zamarripa | 72' |

| Anotado · Anotado | ? | : |

| Anotado · Anotado | ? | : |

| Amonestado · Amonestado | ? |

| Amonestado · Amonestado | ? |

| Expulsado · Otorgado · Expulsado | ? |

| Expulsado · Otorgado · Expulsado | ? |

| Principal  | ? |
| Asistentes | ? |
|            | ? |
| Cuarto     | ? |

|                    |   |   |
| Tiros              | - | - |
| Tiros a puerta     | - | - |
| Faltas             | - | - |
| Saques de esquina  | - | - |
| Penaltis           | - | - |
| Fueras de juego    | - | - |
| Posesión del balón | % | % |

| Alineación inicial |

| 25    | POR   | Jafat Camou                |     |
| 5     | DEF   | Gerardo Bernal Bahena      |     |
| 7     | DEF   | Manuel García              |     |
| 14    | DEF   | Fernando Martínez Avendaño |     |
| 23    | DEF   | Ernesto Burgoa             |     |
| 3     | MED   | Julio César Robledo        |     |
| 10    | MED   | Geovanni Catalán           | 51' |
| 15    | MED   | Dante Gómez                | 82' |
| 29    | MED   | Omar López                 |     |
| 14    | DEL   | Oscar Sánchez              | 72' |
| 18    | DEL   | Raúl Estrada               |     |
| D. T. | D. T. | Enrique López Zarza        |     |

| 24    | POR   | Alain Estrada           |     |
| 3     | DEF   | Francisco Santillán     |     |
| 4     | DEF   | Valentín Arredondo      |     |
| 5     | DEF   | Heriberto Olvera        |     |
| 26    | DEF   | Marco Tovar             |     |
| 104   | DEF   | Edwin Rojas             | 72' |
| 8     | MED   | Eduardo Fernández       |     |
| 19    | MED   | Heriberto Beltran       |     |
| 10    | DEL   | Dieter Villalpando      | 45' |
| 39    | DEL   | Arnold Rivas            | 62' |
| 58    | DEL   | Carlo Stefano Rodríguez |     |
| D. T. | D. T. | Sergio Violante         |     |

| 6  | Centrocampista | Aldo Monzonis | 51' |
| 17 | Delantero      | Yael Pineda   | 72' |
| 18 | Delantero      | Ramiro Arciga | 82' |

| 100 | Centrocampista | Bernando López     | 45' |
| 13  | Centrocampista | Eder Cruz          | 62' |
| 46  | Centrocampista | ? Carlos Zamarripa | 72' |

| Anotado · Anotado | ? | : |

| Anotado · Anotado | ? | : |

| Amonestado · Amonestado | ? |

| Amonestado · Amonestado | ? |

| Expulsado · Otorgado · Expulsado | ? |

| Expulsado · Otorgado · Expulsado | ? |

| Principal  | ? |
| Asistentes | ? |
|            | ? |
| Cuarto     | ? |

|                    |   |   |
| Tiros              | - | - |
| Tiros a puerta     | - | - |
| Faltas             | - | - |
| Saques de esquina  | - | - |
| Penaltis           | - | - |
| Fueras de juego    | - | - |
| Posesión del balón | % | % |

| Alineación inicial |

| 25    | POR   | Jafat Camou                |     |
| 5     | DEF   | Gerardo Bernal Bahena      |     |
| 7     | DEF   | Manuel García              |     |
| 14    | DEF   | Fernando Martínez Avendaño |     |
| 23    | DEF   | Ernesto Burgoa             |     |
| 3     | MED   | Julio César Robledo        |     |
| 10    | MED   | Geovanni Catalán           | 51' |
| 15    | MED   | Dante Gómez                | 82' |
| 29    | MED   | Omar López                 |     |
| 14    | DEL   | Oscar Sánchez              | 72' |
| 18    | DEL   | Raúl Estrada               |     |
| D. T. | D. T. | Enrique López Zarza        |     |

| 24    | POR   | Alain Estrada           |     |
| 3     | DEF   | Francisco Santillán     |     |
| 4     | DEF   | Valentín Arredondo      |     |
| 5     | DEF   | Heriberto Olvera        |     |
| 26    | DEF   | Marco Tovar             |     |
| 104   | DEF   | Edwin Rojas             | 72' |
| 8     | MED   | Eduardo Fernández       |     |
| 19    | MED   | Heriberto Beltran       |     |
| 10    | DEL   | Dieter Villalpando      | 45' |
| 39    | DEL   | Arnold Rivas            | 62' |
| 58    | DEL   | Carlo Stefano Rodríguez |     |
| D. T. | D. T. | Sergio Violante         |     |

| 6  | Centrocampista | Aldo Monzonis | 51' |
| 17 | Delantero      | Yael Pineda   | 72' |
| 18 | Delantero      | Ramiro Arciga | 82' |

| 100 | Centrocampista | Bernando López     | 45' |
| 13  | Centrocampista | Eder Cruz          | 62' |
| 46  | Centrocampista | ? Carlos Zamarripa | 72' |

| Anotado · Anotado | ? | : |

| Anotado · Anotado | ? | : |

| Amonestado · Amonestado | ? |

| Amonestado · Amonestado | ? |

| Expulsado · Otorgado · Expulsado | ? |

| Expulsado · Otorgado · Expulsado | ? |

| Principal  | ? |
| Asistentes | ? |
|            | ? |
| Cuarto     | ? |

|                    |   |   |
| Tiros              | - | - |
| Tiros a puerta     | - | - |
| Faltas             | - | - |
| Saques de esquina  | - | - |
| Penaltis           | - | - |
| Fueras de juego    | - | - |
| Posesión del balón | % | % |

| Alineación inicial |

| 25    | POR   | Jafat Camou                |     |
| 5     | DEF   | Gerardo Bernal Bahena      |     |
| 7     | DEF   | Manuel García              |     |
| 14    | DEF   | Fernando Martínez Avendaño |     |
| 23    | DEF   | Ernesto Burgoa             |     |
| 3     | MED   | Julio César Robledo        |     |
| 10    | MED   | Geovanni Catalán           | 51' |
| 15    | MED   | Dante Gómez                | 82' |
| 29    | MED   | Omar López                 |     |
| 14    | DEL   | Oscar Sánchez              | 72' |
| 18    | DEL   | Raúl Estrada               |     |
| D. T. | D. T. | Enrique López Zarza        |     |

| 24    | POR   | Alain Estrada           |     |
| 3     | DEF   | Francisco Santillán     |     |
| 4     | DEF   | Valentín Arredondo      |     |
| 5     | DEF   | Heriberto Olvera        |     |
| 26    | DEF   | Marco Tovar             |     |
| 104   | DEF   | Edwin Rojas             | 72' |
| 8     | MED   | Eduardo Fernández       |     |
| 19    | MED   | Heriberto Beltran       |     |
| 10    | DEL   | Dieter Villalpando      | 45' |
| 39    | DEL   | Arnold Rivas            | 62' |
| 58    | DEL   | Carlo Stefano Rodríguez |     |
| D. T. | D. T. | Sergio Violante         |     |

| 6  | Centrocampista | Aldo Monzonis | 51' |
| 17 | Delantero      | Yael Pineda   | 72' |
| 18 | Delantero      | Ramiro Arciga | 82' |

| 100 | Centrocampista | Bernando López     | 45' |
| 13  | Centrocampista | Eder Cruz          | 62' |
| 46  | Centrocampista | ? Carlos Zamarripa | 72' |

| Anotado · Anotado | ? | : |

| Anotado · Anotado | ? | : |

| Amonestado · Amonestado | ? |

| Amonestado · Amonestado | ? |

| Expulsado · Otorgado · Expulsado | ? |

| Expulsado · Otorgado · Expulsado | ? |

| Principal  | ? |
| Asistentes | ? |
|            | ? |
| Cuarto     | ? |

|                    |   |   |
| Tiros              | - | - |
| Tiros a puerta     | - | - |
| Faltas             | - | - |
| Saques de esquina  | - | - |
| Penaltis           | - | - |
| Fueras de juego    | - | - |
| Posesión del balón | % | % |

| Alineación inicial |

| Campeón de Ascenso 2012-13    |
| ----------------------------- |
|                               |
| Ballenas Galeana              |
| 1° Título                     |
| Asciende a la Liga de Ascenso |